# Pulvermühle

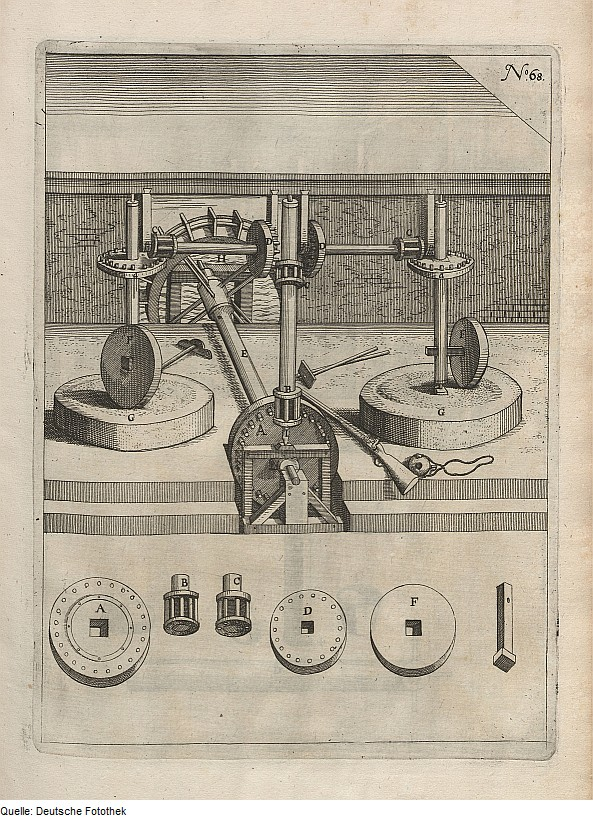
Funktionsschema einer Pulvermühle von 1661

In einer Pulvermühle (früher auch Pulverstampfe genannt) wurden nach Erfindung bzw. Verbreitung des Schwarzpulvers im ausgehenden Mittelalter bis zur Neuzeit (etwa 1918) die zur Pulverherstellung notwendigen Zutaten Holzkohle, Schwefel und Salpeter gemahlen oder zerkleinert und zur explosiven Mischung zusammengestellt.
Da die zur Herstellung von Holzkohle häufig benutzten Faulbäume besonders in Tallagen anzufinden waren und die meisten Pulvermühlen mit Hilfe von Wasserkraft angetrieben wurden, lagen die Mühlen großteils an Fließgewässern. Wegen der Explosionsgefahren wurden die Mühlen außerhalb von Ortschaften angelegt.
Pulvermühlen dienen nicht nur zur Erzeugung von Schwarzpulver. Sie werden auch in der Metallurgie (Pulvermetallurgie) eingesetzt, um Pulver für Produktionsprozesse zu erzeugen.

## Technik

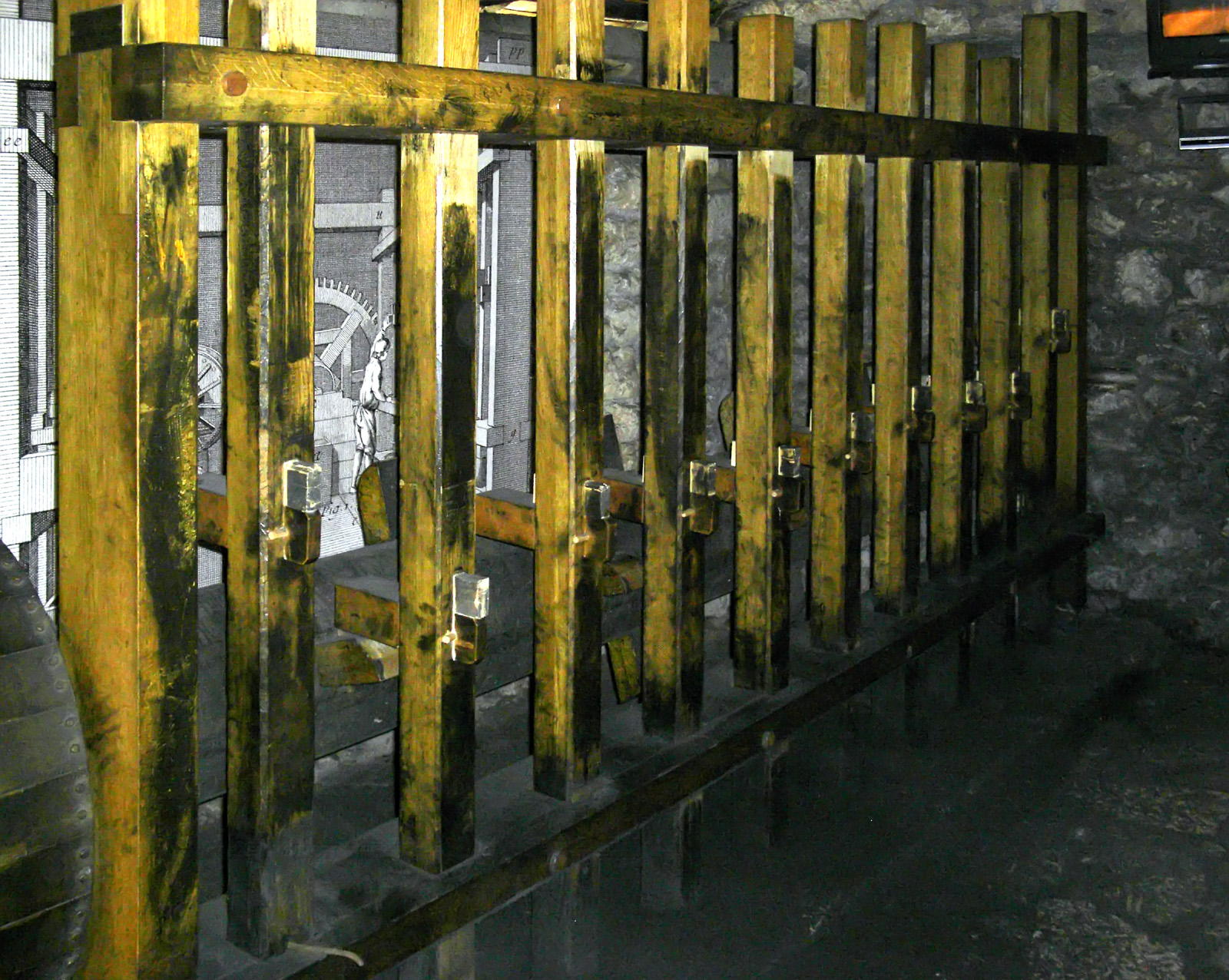
Stampfwerk einer rekonstruierten, historischen Pulvermühle im Wasserkraftmuseum von Dimitsana in Griechenland

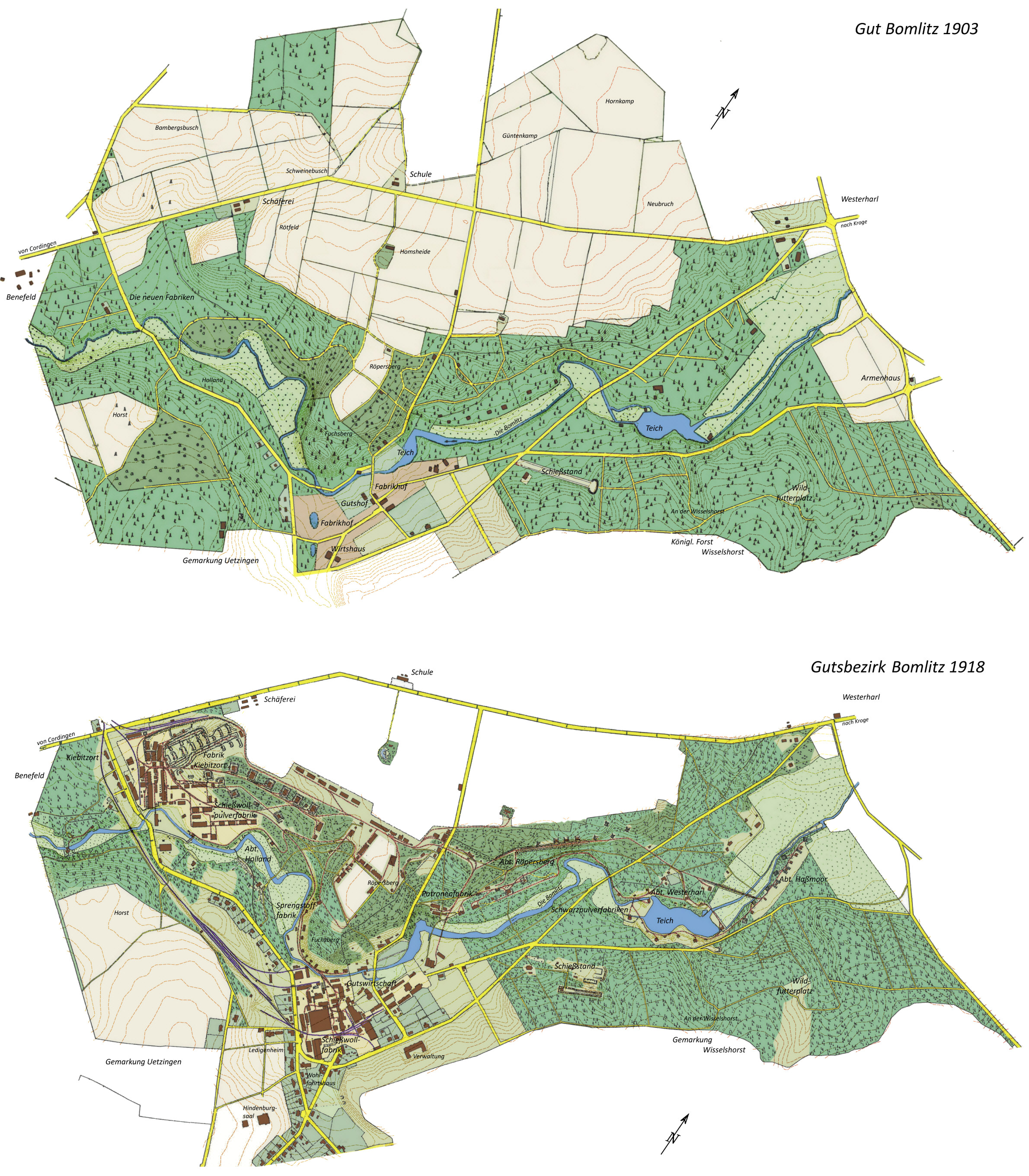
Karte der einstigen Pulverfabrik Bomlitz mit Schutzwällen um die Produktionsstätten

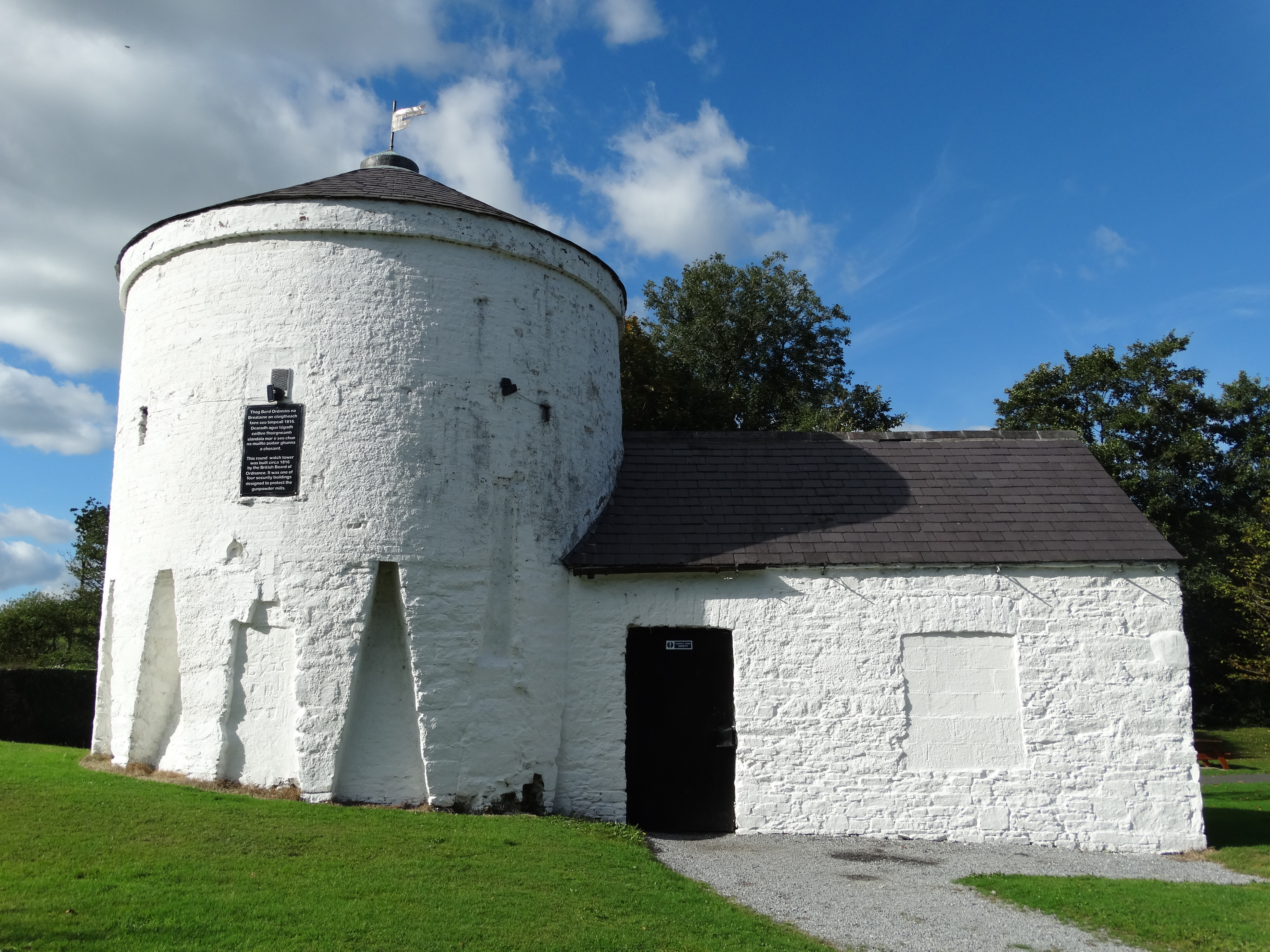
Irische Gunpowder Mill von Ballincollig, County Cork

Durch das Wasserrad wurden in den Pulvermühlen Rollwerke aus Marmor oder Metall oder Stampfen aus Holz angetrieben, deren Stoßfläche eine Messingummantelung hatte. Die jeweils zu einem Paar angeordneten Stampfen fielen abwechselnd in die Aussparungen des 'Grubenstocks' und zerkleinerten dabei das Mahlgut.
Zuerst wurde der Schwefel und die Holzkohle gereinigt, zerstoßen und gemischt. Der Kalisalpeter wurde mit Wasser angefeuchtet, um unbeabsichtigte Entzündung zu vermeiden, und dann in den Grubenstock gegeben, dort mit den Stampfern fein zerstoßen und durchgemischt.
Im Abstand von jeweils einer halben Stunde mussten die Stampfen angehalten und die feuchte Masse gemengt werden. Wiederum alle drei Stunden wurde der Brei aus den einzelnen Stampflöchern des Grubenbaums genommen, zusammengemischt, neuerlich angefeuchtet und wieder in die Löcher des Grubenstocks verteilt. Dieser Vorgang wurde in einem Zeitraum von 30 bis 36 Stunden wiederholt.
Danach wurde das Pulver in unterschiedliche Körnungen unterteilt, indem die noch feuchte Masse durch die Löcher eines Siebes getrieben wurde. Eine feinere Körnung bewirkte eine engere Berührung der Pulverteilchen und bewirkte ein gleichmäßiges Abbrennen.
Durch die Wahl der Korngröße konnte das Pulver darüber hinaus auf das jeweilige Geschütz abgestimmt werden.

## Gefahren
Oft explodierten („zersprangen“) diese Mühlen. Die Ursache konnte ein einzelner Funken sein, der beim Einschlagen eines Nagels entstand, oder elektrostatische Aufladungen, um deren Gefahrenpotential man lange nicht wusste. Die Explosionen ereigneten sich daher oft genug, ohne dass eine Ursache ausgemacht werden konnte. Im Zeitraum von 170 Jahren explodierte z. B. die Mühle in Wöhrd bei Nürnberg achtmal. Um den Schaden einer solchen Pulverexplosion einzugrenzen, wurde oft ein zwei bis drei Meter hoher Erdwall um die einzelnen Mühlen, aber auch Lager- und Verladestätten gezogen, der jeweils zu einer Seite offen war (Hufeisenform), so dass der Explosionsdruck nur das einzelne Gebäude zerstörte, jedoch nicht die benachbarten Anlagen. Reste solcher Wallanlagen, aber auch Mauerreste einer größeren Mühlenanlage finden sich zum Beispiel im Dhünntal nahe Altenberg im Bergischen Land.
Da Schwarzpulver immer noch für spezielle Anwendungen (Sport, Feuerwerk, Wehrtechnik u. a.) benötigt wird, gibt es noch Schwarzpulvermühlen, die in Betrieb sind. Die einzige noch bestehende Pulvermühle in der Schweiz ist die Pulvermühle Aubonne, die 1853 erbaut wurde.

## Historische Schwarzpulvermühlen
Standorte von abgegangenen Pulvermühlen:

### Deutschland
- Königliche Pulverfabrik bei Berlin, 1717 auf der nördlichen Spreeseite angelegt, in den 1830er Jahren nach Spandau verlegt, 1919 geschlossen.
- Pulvermühle Dresden, im Dresdener Stadtteil Löbtau, 1576 erbaut, 1613, 1638, 1640 und 1689 explodiert, 1875 stillgelegt.
- Kraut-Mühle in Düsseldorf-Bilk, wahrscheinlich aus einer vor 1144 entstandenen Mühle umgewandelt, Pulverherstellung im 16. Jahrhundert, vor 1600 abgegangen, um 1637 als Pulver- und Sägemühle wiedererrichtet, ab etwa 1645 kombinierte Pulver-, Öl- und Walkmühle, Pulverherstellung bis in das 18. oder 19. Jahrhundert, 1867 stillgelegt.
- Pulvermühle Elisenthal in Windeck, Ortsteil Dattenfeld, Rhein-Sieg-Kreis/Nordrhein-Westfalen, gegründet 1871, 1918 stillgelegt.
- Pulvermühle Grüningen bei Markgröningen im baden-württembergischen Landkreis Ludwigsburg, erbaut 1652, explodiert 1665, betrieben bis etwa 1750.[4]
- Pulvermühlen von Gut Schiff in Herrenstrunden und Sand bei Bergisch Gladbach in Nordrhein-Westfalen, 1762 erste von vier Mühlen genehmigt, 1910 eingestellt.
- Pulvermühle Heinsberg, im nordrhein-westfälischen Kreis Heinsberg im Regierungsbezirk Köln, genehmigt 1608, explodiert 1652, stillgelegt 1752.
- Pulvermühle bei Lamboy, heute ein Stadtteil von Hanau, 1880 vom preußischen Militär eingerichtet, 1888 explodiert, 1914 stillgelegt und durch eine benachbarte Munitionsfabrik ersetzt.[5]
- Pulvermühle Lehrberg bei Lehrberg im Landkreis Ansbach, Mittelfranken, seit 1809 als Pulvermühle dokumentiert, Einstellungsdatum nicht genannt.
- Pulvermühle, bei Kitzingen in Unterfranken, wurde im Jahr 1524 durch die Markgrafen von Brandenburg-Ansbach gegründet, später zu einem Betrieb in städtischer Hand umgewandelt.
- Pulvermühle Rüdenhausen, bei Rüdenhausen in Unterfranken, wurde im 15. Jahrhundert als eine der ersten Schießpulvermühlen im Fränkischen Reichskreis errichtet, häufige Explosionen, Einstellung nach 1931.
- Pulvermühle Waischenfeld, bei Waischenfeld in Oberfranken, 1806 explodiert und eingestellt.
- Wöhrder Pulvermühle bei Nürnberg, 1532 erbaut, 1610, 1643, 1687, 1703, 1764, 1766 und 1780 explodiert, dann eingestellt.[6]
- Pulvermühle in Muldenhütten[7]

### Schweiz
- Pulvermühle Aubonne, die einzige, die heute noch in Betrieb ist.[3]
- Pulvermühle in Chur, Kanton Graubünden, gegründet 1843, in Betrieb bis 1976, heute ein Museum.[8]
- Pulvermühle in Höngg bei Zürich, auf der Werdinsel, von 1753 bis etwa 1817.
- Pulvermühlen in Ittigen, Kanton Bern und Worblaufen, erste Erwähnung 1619, die letzte wurde 1919 geschlossen.
- Pulvermühlen in Kriens, Kanton Luzern, ab 1499 bis ins 19. Jh. gab es mehrere Pulvermühlen.
- Pulvermühle in Langnau im Emmental, stillgelegt.
- Pulvermühle Steffisburg im Kanton Bern, gegründet 1586, in Betrieb bis 1862.
- Pulvermühle in Biberist, vor 1848 dem Kanton Solothurn gehörend
- Pulvermühle in Altstetten bei Zürich.
- Pulvermühle in Echandens an der Venoge, Kanton Waadt.
- Pulvermühle in Sitten, Kanton Wallis, vor 1848 privat.
- Pulvermühle in Bellonenthal, St. Josefen, vor 1848 privat.
- Pulverfabrik Marstal bei Gossau. Vor 1848 privat.

Nach der Verstaatlichung 1848 wurden bis 1876 alle Pulvermühlen bis auf vier stillgelegt (Worblaufen, Aubonne, Kriens und Chur). Heute ist nur noch der Betrieb von Aubonne als Schwarzpulvermühle in Betrieb, das Produkt wird weltweit vertrieben.

### Österreich
- Pulvermühle Bernstein und k.k. autorisiertes Pulverwerk Innerkrems in Micheldorf in Oberösterreich, gegründet vor 1610, Erzeugungsbefugnis zurückgelegt und 1981 liquidiert. Heute u. a. Sacellum Arbeiter- oder Etzelsdorferkapelle, Andachtsstätte zur Erinnerung an die Arbeiterschaft des Pulverwerkes Innerkrems.[10]
- Pulvermühle im Innenhof des Bauerngutes in der Pulvermühlstraße 1 in Linz (Ortschaft Steg-St. Magdalena). Sie wurde Ende des 18. Jhd. errichtet und brannte 1904 ab. Heute erinnert im Innenhof nur ein kleiner Teil und der Straßenname Pulvermühlstraße daran. Die Pulvermühlstraße wurde 1939 nach dieser im 18. Jhd. aufgelassenen Pulvermühle benannt.[11]

## Westeuropa
- Ballincollig Royal Gunpowder Mills, Cork, Irland
- Faversham explosives industry, Faversham, England
- Grenelle Mill – Frankreich
- Poudrerie nationale de Vonges, Vonges, Côte-d’Or, Frankreich
- Waltham Abbey Royal Gunpowder Mills, Waltham Abbey, Essex, England

Manchenorts verweisen Ortsnamen, Straßen- oder Flurbezeichnungen auf ehemalige Pulvermühlen-Standorte:
- Pulverbach heißt ein linker Zufluss der Fränkischen Rezat.
- Pulvermühle heißen beispielsweise Ortsteile der Gemeinde Ederheim im Landkreis Donau-Ries und des Marktes Schopfloch im Landkreis Ansbach, Bayern.
- Pulvermühlenwege finden sich beispielsweise in Berlin-Spandau und Berlin-Haselhorst, in Freiberg oder in Speyer, wo der Weg an die Pulvermühlen am Woogbach (1602) und am Schießberg erinnert.[12]